# Per Arne Olsen

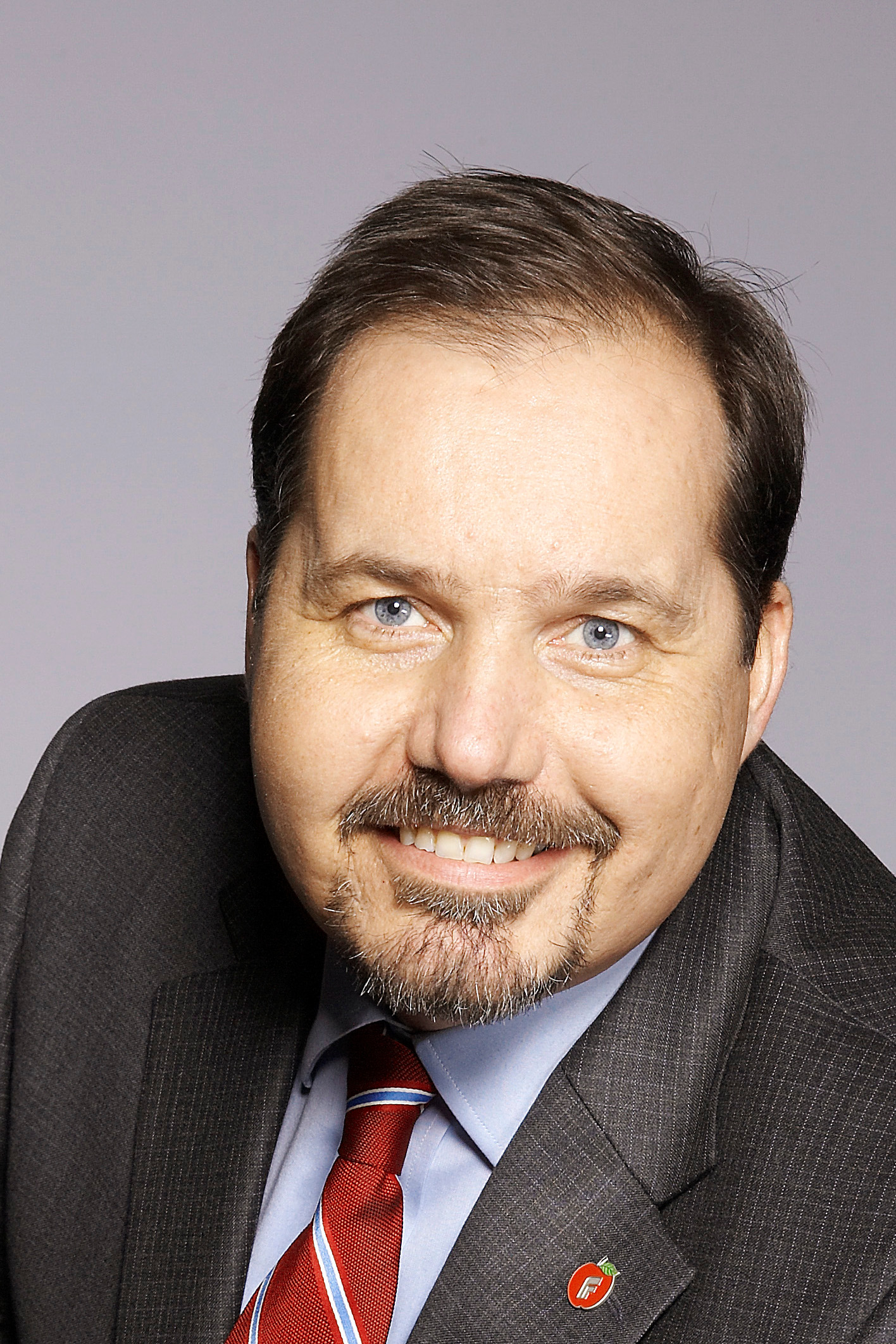
Per Arne Olsen

Per Arne Olsen (* 21. Februar 1961 in Tønsberg, Vestfold; † 18. November 2022) war ein norwegischer Politiker der Fremskrittspartiet (FrP).

## Leben
Olsen wurde 1961 als Sohn des Bankdirektors Per Wilhelm Olsen und der Büroangestellten Gerd Lodding Olsen geboren. Er besuchte von 1977 bis 1980 das Handelsgymnasium in Tønsberg. Von 1980 bis 1981 arbeitete er als Bankangestellter in der Nøtterø Sparebank. Danach war er von 1981 bis 1986 als Verkaufssekretär in einem Möbelgeschäft in Tønsberg tätig.
Olsen begann nun sich hauptberuflich politisch zu betätigen. In den folgenden Jahrzehnten bekleidete er diverse Posten in der Fremskrittspartiet. So war er von 1986 bis 1989 Generalsekretär der Jugendorganisation der Partei, der Fremskrittspartiets Ungdom. Anschließend war er von 1989 bis 1997 Büroleiter der Fremskrittspartiet und fungierte von 1992 bis 1993 auch als Generalsekretär der Partei. Von 1997 bis 2003 war er Sekretariatsleiter der Fraktion seiner Partei im Storting, von 2004 bis 2005 Mitglied des Zentralvorstandes, von 2005 bis 2013 2. stellvertretender Parteivorsitzender und von 2008 bis 2009 Mitglied des Programmkomitees.
Daneben war er von 1983 bis 1987 Mitglied des Stadtrats von Tønsberg und übte von 2003 bis 2009 das Amt des Bürgermeisters der Gemeinde aus. Von 1992 bis 2009 war Olsen Vorstandsmitglied des Folketrygdfondet, welcher den Teilfonds „Staatlicher Pensionsfonds Norwegen“ des Staatlichen Pensionsfonds verwaltet. Von 1998 bis 2009 war er stellvertretendes Mitglied des Rundfunkrates. Von 2008 bis 2009 gehörte er dem Mitgliedsvorstand des Zentralverbandes der Gemeinden (Kommunenes Sentralforbund) an. Ab 2016 war er Mitglied des Vorstands von Vinmonopolet.
Nachdem Olsen von 2001 bis 2009 bereits Ersatzabgeordneter (Vararepresentant) im Storting war, gehörte er dem Parlament von 2009 bis 2013 als Abgeordneter an. Als solcher war er Mitglied im Wahlausschuss sowie Mitglied im Gesundheits- und Pflegeausschuss. Des Weiteren war er Mitglied der Storting-Delegation im Nordischen Rat.
Ab 2010 war Olsen Teil der norwegischen Delegation in der UN-Generalversammlung. 2016 wurde er Fylkesmann von Vestfold. Im Zuge einer Regionalreform zur Reduzierung der Anzahl der Fylke war Olsen ab dem 1. Januar 2019 ebenfalls Fylkesmann von Telemark und ab dem 1. Januar 2020, als sich die beiden Provinzen zusammenschlossen, Fylkesmann des neuen Fylke Vestfold og Telemark.
Am 18. November 2022 starb Olsen in Folge einer Krebserkrankung.